# The Syn
The Syn è un gruppo musicale progressive inglese fondato nel 1965 e riapparso sulla scena del rock negli anni 2000.

## Storia
La formazione originale del 1965 comprendeva Steve Nardelli alla voce, Chris Squire al basso e alle seconde voci e Peter Banks alla chitarra. Nel 1967 il gruppo incise due singoli, Created by Clive e 14 Hour Technicolor Dream e poi si sciolse. Squire e Banks continuarono a suonare insieme nei Mabel Greer's Toyshop, formazione da cui nacque il gruppo progressive degli Yes.
Negli anni 2000, Squire decise di rifondare i The Syn come attività parallela al suo impegno negli Yes. Nel 2004, in edizione limitata distribuita attraverso YesServices, fu pubblicato l'album The Original Syn, con brani della formazione originale e un'intervista con Nardelli, di cui in seguito fu messa in vendita, sempre on-line, una versione in doppio CD con brani aggiuntivi e un'intervista a Squire.  Questi nel frattempo ha dato vita a una nuova formazione con Francis Dunnery (chitarra), Gerard Johnson (tastiere), Steve Nardelli alla voce e Gary Husband alla batteria.

## Formazione

### Formazione attuale
- Steve Nardelli, voce (1965-1967; 2004-presente)
- Pontus Akesson, chitarra (2008-presente)
- Simon Akesson, tastiera (2012-presente)
- Jonas Reingold, basso (2009-presente)
- Tobias Lundgren, batteria (2007-presente)

### Ex componenti
- Chris Squire - basso (1965-1967)
- Andrew Pryce Jackman -  tastiera (2010-2012)
- Paul Stacey - chitarra (2004-2008)
- Jeremy Stacey - batteria (2004-2008)
- Peter Banks - chitarra (1965-1967)
- Alan White - batteria (1965-1967; 2004-2007)
- Doug Irvine - basso (2004-2009)
- Tom Brislin - tastiera (2004-2010)

## Discografia
- 2004 - Original Syn
- 2005 - Syndestructible
- 2007 - Armistice Day
- 2009 - Big Sky
- 2016 - Trustworks